# Городищенское городское поселение
Городи́щенское городско́е поселе́ние — муниципальное образование в Городищенском районе Волгоградской области.
Административный центр — рабочий посёлок Городище

## История
Городищенское городское поселение образовано 14 мая 2005 года в соответствии с Законом Волгоградской области № 1058-ОД.

## Население
| 2009    | 2010    | 2012    | 2013    | 2014    | 2015    | 2016    |
| ------- | ------- | ------- | ------- | ------- | ------- | ------- |
| 20 992  | ↗21 381 | ↗21 642 | ↗21 697 | ↗21 779 | ↘21 702 | ↗21 913 |
| 2017    | 2018    | 2019    | 2020    | 2021    | 2024    |         |
| ↗22 141 | ↗22 733 | ↗23 504 | ↗23 686 | ↘22 905 | ↗22 939 |         |

## Состав городского поселения
| № | Населённый пункт | Тип населённого пункта                  | Население |
| - | ---------------- | --------------------------------------- | --------- |
| 1 | Городище         | рабочий посёлок, административный центр | ↗22 939   |

## Местное самоуправление
Главы городского поселения
- Рябов Юрий Александрович
- с 2015 года — и. о. Перметов Руслан Перметович
- с 2016 года — Потапов Виталий Анатольевич
- с 2017 года - Сивоконь Сергей Иванович

Администрация
Адрес администрации: 403003, Волгоградская область, Городищенский район, р.п. Городище, пл. 40 лет Сталинградской битвы, 3.